# Карлино (Удине)
Карлино (итал. Carlino) — коммуна в Италии, располагается в регионе Фриули-Венеция-Джулия, в провинции Удине.
Население составляет 2776 человек (2008 г.), плотность населения составляет 94 чел./км². Занимает площадь 30 км². Почтовый индекс — 33050. Телефонный код — 0431.
Покровителем коммуны почитается святой апостол Фома, празднование 21 декабря.

## Демография
Динамика населения:

## Администрация коммуны
- Официальный сайт: http://www.comune.carlino.ud.it/